# Madain Saleh
Madain Saleh (arabisk: مدائن صالح ), også kaldet Al-Hijr («klippestedet») er en oldtidsby i det nordlige Hijaz i Saudi-Arabien, omkring 22 km fra oasebyen Al-`Ula (arabisk: العلا) og i oldtiden kendt som Hegra.
På Ptolemaios tid blev byen beboet af thamudæere og nabatæere og blev da kaldt Egra (eller Hegra), og var hovedstation for handelen med guld, røgelse og myrra. I sandstensklipperne findes hundredvis af gravkamre med indskrifter.
Nogle af inskriptionerne fundet i området er dateret til første årtusinde f.Kr., men alle de tilbageværende arkitektoniske elementer er fra tiden for thamudæernes og nabatæernes civilisationer, mellem det 2. århundrede f.Kr. og 2. århundrede e.Kr.
I 2008 blev Madain Saleh Saudi-Arabiens første verdensarvsområde

## Billeder
- Qasr al Farid er den største grav ved Mada’in Saleh
- Arabisk tekst skrevet med det nabatæiske alfabet
- Tekst og billedindgraveringer
- Anlæg beliggende inden for Khuraimat området.
- Oversigtsbillede
- Et gravkammer. Begravelsen skete i en af tre former, enten en niche, et hul eller et solidt kammer.
- Detalje med markeret døroverligger
- Al-Diwan-området og ved siden af korridoren kendt som Al-Zayq.
- Forsiden af en af gravene med detaljer og elementer
- En særpræget klippeform
- Dromedar
- Qasr El Sanea-området består af to stenblokke.
- Trappetrin